# Udaquiola
Udaquiola es una localidad del partido de Ayacucho, provincia de Buenos Aires, Argentina.
Se encuentra a 72 km de la ciudad de Ayacucho a través de la ruta provincial 29.

## Población
Cuenta con 91 habitantes (Indec, 2010), lo que representa un incremento del 12,5 % frente a los 66 habitantes (Indec, 2001) del censo anterior.
| Gráfica de evolución demográfica de Udaquiola entre 1991 y 2010                             |
|                                                                                             |
| Fuente: Censos nacionales del INDEC. EN 1991 se la consideró como Población rural dispersa. |

- Datos: Q6155219